# Сиенфуегос (провинция)
Сиенфуегос е провинция в Централна Куба. Населението ѝ е 406 305 жители (по приблизителна оценка от декември 2019 г.), а площта 4189 кв. км. Намира се в часова зона UTC-5. Телефонният ѝ код е +53 – 43. Административен център е град Сиенфуегос. В града е издигнат паметник на Васил Левски пред завод „Васил Левски“, построен от български специалисти.

## Административно деление
Разделена е на 8 общини. Някои от тях са:
1. Абреус
2. Лахас
3. Палмира
4. Родас
5. Сиенфуегос